# Pennzoil Place II
Pennzoil Place II – wieżowiec w Houston w Stanach Zjednoczonych. Wraz z drugim, takim samym budynkiem tworzą kompleks Pennzoil Place. Ma 159 metrów wysokości i 36 pięter. Całkowita jego powierzchnia wynosi ok. 60 000 m². Powierzchnia ta wykorzystywana jest głównie w celach biurowych. Budynek ten został zaprojektowany przez: Johnson/Burgee Architects, S.I. Morris Associates, Eli Attia Architects, Wilson, Morris, Crain & Anderson. Jego budowa rozpoczęła się w 1972, a zakończyła w 1975 roku. Wykonany został głównie ze stali, betonu i szkła. Reprezentuje styl modernistyczny połączony z późnomodernistycznym. Otrzymał wraz ze swoim bliźniakiem także wiele nagród, np. AIA Awards, 1977; Texas Corporate Recycling Council, 1998; Texas Recycling Partnership Awards, 1999. Z drugim budynkiem Pennzoil Place I, jest połączony wysokim krytym dziedzińcem.